# Niyi Osundare
Œuvres principales
- The Eye of the Earth (1986)
- Waiting Laughters (1990)

Niyi Osundare, né en 1947 à Ikere-Ekiti dans l'État d'Ekiti au Nigeria, est un poète, dramaturge et critique littéraire nigérian.

## Biographie
Niyi Osundare naît et grandit à Ikere-Ekiti au Nigeria. Il est diplômé de l'Université d'Ibadan, de l'Université de Leeds et de l'Université York du Canada (PhD, 1979). Professeur puis chef du département d'anglais (1993-1997) à l'Université d'Ibadan, il devient professeur d'anglais à l'Université de La Nouvelle-Orléans en 1997. 
Niyi Osundare est également un fervent défenseur de la liberté d'expression profondément convaincu de la force des mots. « To utter is to alter» (Se prononcer, c’est modifier), écrit-il. Reconnu pour son engagement en faveur d'un art socialement pertinent et pour son activisme artistique, il a écrit plusieurs lettres ouvertes à l'ancien président du Nigeria (Olusegun Obasanjo), dont Osundare a souvent critiqué publiquement les actions.

Pour Osundare il n'y a pas d'autre choix pour le poète africain, que d’être politique : 
«  Vous ne pouvez pas garder le silence sur les conditions de vie dans les types de pays que nous trouvons en Afrique. Quand vous vous réveillez et qu’il n'y a pas d'eau courante ; lorsque vous avez une panne d'électricité prolongée pendant des jours et des nuits ;  pas de nourriture sur la table ; pas d'hôpital pour les malades ; pas de quiétude ; quand l'image la plus courante est celle d'un dictateur armé ; et, au niveau international, lorsque vous vivez dans un monde dans lequel votre continent est marginalisé, un monde dans lequel la couleur de votre peau est un handicap constant, partout où vous allez ; alors il n'y a pas d'autre moyen que d'écrire à ces sujets, pour tenter d’améliorer la situation »
.
Sous le règne du général Sani Abacha (1993-1998), Osundare publie régulièrement, dans un journal national du Nigeria, des contributions sous forme de poèmes et de chroniques assez critiques vis-à-vis du régime. Il est, de ce fait assez fréquemment visité par les agents de sécurité. Il lui est, à ces occasions, souvent demandé d'expliquer ses poèmes et d'indiquer ceux à qui ils font référence.
En 1997, il accepte un poste d'enseignement et de recherche à l'Université de La Nouvelle-Orléans. En 2005, Osundare et son épouse, pris dans l'ouragan Katrina, coincés dans leur grenier pendant 26 heures, n’ont dû leur salut qu’à un bienveillant voisin qui, au volant de son bateau, a entendu leurs appels à l'aide. Secourus, ils se sont retrouvés à Ringe, dans le New Hampshire, où Osundare a pu obtenir un poste d'enseignant en qualité de professeur au Franklin Pierce College.
Osundare est titulaire de nombreux prix pour sa poésie, en particulier le Prix Tchicaya U Tamsi et le prix Fonlon-Nichols.
Niyi est marié à Kemi, et  trois de ses enfants, deux filles et un garçon vivent toujours au Nigeria. Une de ses filles, atteinte de surdité, constitue la raison essentielle de son installation aux États-Unis. Les difficultés de scolarisation auxquelles celle-ci est confrontée au Nigeria, pousse ses parents à émigrer aux États-Unis afin de lui trouver une école tout en restant auprès d'elle.

## Œuvre
- Songs of the Marketplace (1983)
- Village Voices (1984)
- The Eye of the Earth (1986)
- Moonsongs (1988)
- Songs of the Season (1999)
- Waiting Laughters (1990)
- Selected Poems (1992)
- Midlife (1993)
- Thread in the Loom: Essays on African Literature and Culture (2002)
- The Word is an Egg (2002)
- The State Visit (2002)
- Pages from the Book of the Sun: New and Selected Poems (2002)
- Early Birds (2004)
- Two Plays (2005)
- The Emerging Perspectives on Niyi Osundare (2003)
- Not My Business (2005)
- Tender Moments:Love Poems (2006)